# Gaius Pontius
Gaius of Gavius Pontius was een Samnitische generaal gedurende de Tweede Samnitische Oorlog. Hij is vooral bekend van zijn overwinning op de Romeinen in de Slag bij de Caudijnse passen. Hij werd later geëxecuteerd door Quintus Fabius Maximus Rullianus.

## Biografie
Gaius Pontius bekleedde bij de Samnieten het ambt van Meddix, een functie die gelijkstond aan de Romeinse Consul, ten tijde van het begin van de Tweede Tweede Samnitische Oorlog. Pontius had de beschikking over een leger van 9.000 soldaten, waarmee hij een paar overwinningen behaalde. Hij was ook in staat om een Romeins leger onder leiding van Cornelius Lentulus te verslaan. De Samnieten slaagden er niet in om te profiteren van de overwinningen en lieten de Romeinen steeds verder in Samnitisch gebied komen.
In 321 v. Chr. marcheerden de Romeinen op richting het gebied van de Samnieten en Gaius Pontius liet het leger van de Romeinse consuls in een val lopen en wist ze te verslaan. Pontius wist zelfs met gevangengenomen consuls een vredesverdrag te sluiten. Maar na enkele jaren zou het vechten weer worden hervat. Tijdens de latere campagnes van de Romeinen tegen de Samnieten werd Pontius gevangengenomen en geëxecuteerd door Quintus Fabius Maximus Rullianus.

## Nalatenschap
Gaius Pontius wordt genoemd als een voorvader van Pontius Pilatus. Hiermee zou hij dus lid van de Gens Pontia zijn geweest en de voorvader van enkele (pro)consuls ten tijde van het keizerrijk.